# Bólgar
Bólgar (ruso: Болгар), también Bulgar, Bolgari o Bolgary, es una localidad de Tartaristán, Rusia, situada al oeste del río Volga a 140 kilómetros de Kazán. Según el censo de 2002, contaba con 8655 habitantes.
Fundada en 1781 como Spassk, pasó a llamarse Spassk-Tatarski en 1926, luego Kúibyshev (en honor a Valerián Kúibyshev) en 1935 y en 1991 tomó su nombre actual.
En ella se hallan los restos de la capital de la Bulgaria del Volga, Bolghar. En 1953, se movió la localidad a su situación actual más cerca de la histórica Bolghar por la construcción del embalse de Kúibyshev que anegó la Spassk originaria.
En 2014, la Unesco eligió el conjunto histórico y arqueológico de Bólgar como Patrimonio de la Humanidad.